# Provodov
Provodov település Csehországban, a Zlíni járásban. Provodov Podhradí, Horní Lhota, Želechovice nad Dřevnicí, Ludkovice, Luhačovice és Březůvky településekkel határos. Lakosainak száma 784 fő (2024. január 1.).

## Népesség
A település lakosságának változását az alábbi diagram mutatja:
| Lakosok száma | 693  | 790  | 826  | 987  | 865  | 768  | 791  | 791  | 771  | 784  |
|               | 1869 | 1900 | 1921 | 1961 | 1980 | 2011 | 2016 | 2019 | 2021 | 2024 |